# Lingua dogoso
il Dogoso, o Dogose nero (endonimo: Doghosie-Fing), è una lingua che appartiene al ramo delle lingue gur, della famiglia linguistica niger-kordofaniana, parlata in Burkina Faso da circa 9.000 persone.
A parte la lingua khe, con cui condivide il 50–60% del lessico, è distante da altre lingue, incluso la geograficamente vicina lingua dogosé.